# Kuter holowniczy BMK-130M
Kuter holowniczy BMK-130M – kuter przeznaczony do obsługiwania przepraw na śródlądowych przeszkodach wodnych, będący na wyposażeniu jednostek inżynieryjnych Wojska Polskiego. 

## Charakterystyka kutra
Kuter holowniczy BMK-130M  przeznaczony jest do obsługiwania parków pontonowych, a głównie do holowania i pchania promów przewozowych i członów mostowych.  Może być używany także do innych prac na przeszkodach wodnych. Ponadto posiada specjalne urządzenie transportowe umożliwiające jego holowanie za samochodem oraz opuszczanie na wodę i wyciąganie z wody.
| Nazwa parametru                | Wartość        |
| ------------------------------ | -------------- |
| Długość kutra                  | 7,85 m         |
| Szerokość kutra                | 2,10 m         |
| Wysokość kutra                 | 1,50 m         |
| Wyporność bez obciążenia       | 3,29 t         |
| Wyporność z obciążeniem        | 3,77 t         |
| Zanurzenie bez obciążenia      | 0,585 m        |
| Zanurzenie z obciążeniem       | 0,622 m        |
| Uciąg na przednim biegu        | do 1400 kg     |
| Uciąg na tylnym biegu          | do 800 kg      |
| Prędkość max na wodzie         | 16,5–19,5 km/h |
| Masa w położeniu transportowym | 4 t            |
| Minimalna średnica skrętu      | 18 m           |
| Obsługa                        | 2 osoba        |